# Battlefleet Gothic: Armada
Battlefleet Gothic: Armada ist ein Echtzeit-Strategiespiel des französischen Entwicklerstudios Tindalos Interactive im Warhammer-40.000-Universum. Es erschien am 21. April 2016 für Windows über den französischen Publisher Focus Home Interactive. Es basiert auf dem Tabletop-Spiel Raumflotte Gothic. 2019 erschien der Nachfolger Battlefleet Gothic: Armada 2.

## Handlung
Battlefleet Gothic spielt während des 12. Schwarzen Kreuzzuges, dem Angriff der Chaosmächte unter ihrem Kriegsfürsten Abaddon dem Vernichter auf den namensgebenden Gothic-Sternensektor. Ihnen gegenüber steht die imperiale Flotte der Menschheit unter dem Kommando von Admiral Spire, die der erdrückenden Übermacht kaum gewachsen ist. Als weitere bekannte Warhammer-40.000-Fraktionen sind die Eldar und Orks vertreten.

## Spielprinzip
Das Spiel will in seiner Einzelspieler-Kampagne eine nahezu hoffnungslose und verzweifelte Kriegssituation der Menschheit simulieren. Der aus 50 Systemen bestehende Raumsektor steht unter permanentem Druck durch gegnerische Attacken, wodurch Gebietsverluste nicht zu verhindern sind. Es bleibt nur die Möglichkeit, die Verluste bis zum Sieg über die gegnerischen Hauptstreitkräfte möglichst gering zu halten. Zwischen den Missionen sieht der Spieler die verschiedenen Brennpunkte und muss sich entscheiden, wo er eingreifen möchte. Verlorene Planeten bescheren ihm dabei Nachteile und lassen den Gegner stärker werden. Erobert er Planeten nicht rechtzeitig zurück, besteht sogar die Gefahr, dass sie dauerhaft vernichtet werden.
Die Missionen finden in Echtzeit statt, die Spielgeschwindigkeit kann in der Kampagne jedoch zur Befehlsvergabe und für komplexere Manöver kurzzeitig reduziert werden. Trotz Weltraumszenario und dreidimensionaler Umgebung bewegen sich alle Einheiten nur auf zweidimensionaler Ebene, agieren demnach immer auf gleicher Höhenstufe. Die Kampfschiffe besitzen außerdem ähnlich einem Segelschiff eine hohe Trägheit, die eine vorausschauende Steuerung erforderlich macht, um sie vor dem Aufeinandertreffen mit dem Feind in möglichst günstige Schuss- oder Fahrtposition zu bringen. Der Spieler kann zwischen verschiedenen Angriffstaktiken wählen, etwa gezielt bestimmte Bereiche oder Schiffssysteme des Gegners attackieren. Die verschiedenen Völker des Spiels unterscheiden sich dabei in ihren Fähigkeiten und Schiffstypen, was unterschiedliche Herangehensweisen erforderlich macht.
Das Missionsdesign bietet unterschiedliche Aufgabentypen, wie zum Beispiel Eskorten, Verteidigungsmissionen oder die Vernichtung spezieller Objekte. Nicht für alle Missionen besteht die Notwendigkeit, dass sie erfolgreich abgeschlossen werden. Als Konsequenz aus solch misslungenen Missionen entstehen jedoch oftmals Nachteile für den Spieler, mit denen er in den Folgemissionen zurechtkommen muss und möglicherweise die Schwierigkeit erhöhen. Umgekehrt kann der Spieler mit jeder Mission seine Raumflotte weiter ausbauen und stärkere Raumschiffe freischalten, Systeme upgraden, Besatzungsmitglieder verbessern oder durch die Zuordnung zu bestimmten Fraktionen neue und verbesserte Fähigkeiten freischalten.

## Rezeption
Das Spiel erhielt gemäß Metacritic mehrheitlich positive Wertungen (77 von 100).

„Battlefleet Gothic: Armada erweist sich im Test als das beste Warhammer-Spiel seit Dawn of War 2: Retribution. Auch wenn die Weltraumstrategie-Schlachten durchaus ihre Probleme haben.“

„Die Weltraum-Schlachten und das Warhammer-Flair sind großartig, aber das Drumherum wirkt zu fahrig, zu übereilt und zu generisch.“

„‚Battlefleet Gothic – Armada‘ sieht super aus, bringt ordentlich Spieltiefe mit und steuert sich einwandfrei. Das Grundpaket stimmt also. An einigen Ecken fehlt aber der Feinschliff. […] Das wirft die abwechslungsreiche und dynamische Kampagne zwar nicht um, aber es ist etwas Frustrations-Toleranz gefordert, um den Krieg im Gothic Sektor zu gewinnen.“

Im Januar 2018 kündigte Tindalos die Entwicklung des direkten Nachfolgers Battlefleet Gothic: Armada 2 an, der am 24. Januar 2019 erschien.